# Kōzaki
Kōzaki (japanska: 神崎町?, Kōzaki-machi) är en landskommun (köping) i Chiba prefektur i Japan. 